# Neuseeländische Squash-Meisterschaften
Die neuseeländischen Squash-Meisterschaften sind ein Wettbewerb zur Ermittlung des nationalen Meistertitels im Squash in Neuseeland.

## Historie
Seit 1932 werden die Meisterschaften bei den Herren und seit 1951 bei den Damen jährlich ausgetragen. Zwischen 1940 und 1945 wurde die Austragung aufgrund des Zweiten Weltkriegs ausgesetzt. Rekordhalter sind Paul Steel bei den Herren mit zehn sowie Joelle King bei den Damen mit elf Titeln. Steel gelang es, sämtliche Titel in Folge zu gewinnen: er sicherte sich seine Meisterschaften von 1992 bis 2001. Von den 1950er- bis in die 1980er-Jahre hinein konnten auch Spieler ohne neuseeländischen Pass an der Meisterschaft teilnehmen. Insgesamt siebenmal bei den Herren und viermal bei den Damen gewannen Spieler aus anderen Ländern das Turnier.

## Neuseeländische Meister
Die Nummern in Klammern hinter den Namen geben die Anzahl der gewonnenen Meisterschaften wieder. Die Namen der Spieler, die nicht aus Neuseeland stammen, sind in kursiver Schrift angegeben. Folgende Spieler konnten die Meisterschaft gewinnen:
| Jahr                                                         | Herren                 | Damen               |
| ------------------------------------------------------------ | ---------------------- | ------------------- |
| 1932                                                         | Geoffrey Kingscote     | nicht ausgetragen   |
| 1933                                                         | Peter Hall             | nicht ausgetragen   |
| 1934                                                         | Peter Hall (2)         | nicht ausgetragen   |
| 1935                                                         | Peter Hall (3)         | nicht ausgetragen   |
| 1936                                                         | Bill Fea               | nicht ausgetragen   |
| 1937                                                         | Bill Fea (2)           | nicht ausgetragen   |
| 1938                                                         | Bill Renton            | nicht ausgetragen   |
| 1939                                                         | Bill Renton (2)        | nicht ausgetragen   |
| 1940 bis 1945: keine Austragung wegen des Zweiten Weltkriegs |                        |                     |
| 1946                                                         | Ack Malcolm            | nicht ausgetragen   |
| 1947                                                         | Allen Johns            | nicht ausgetragen   |
| 1948                                                         | Malcolm Souter         | nicht ausgetragen   |
| 1949                                                         | Allen Johns (2)        | nicht ausgetragen   |
| 1950                                                         | John Gillies           | nicht ausgetragen   |
| 1951                                                         | John Gillies (2)       | Nancy New           |
| 1952                                                         | John Gillies (3)       | Nancy New (2)       |
| 1953                                                         | Don Mochan             | Rae Maddern         |
| 1954                                                         | Paul Vesty             | Nancy New (3)       |
| 1955                                                         | Don Mochan (2)         | Nancy New (4)       |
| 1956                                                         | Don Green              | Ann Mackenzie       |
| 1957                                                         | Don Mochan (3)         | Ann Mackenzie (2)   |
| 1958                                                         | John Cheadle           | Ann Mackenzie (3)   |
| 1959                                                         | Mike Oddy              | Barbara Patterson   |
| 1960                                                         | Charlie Waugh          | Ann Mackenzie (4)   |
| 1961                                                         | Charlie Waugh (2)      | Ann Stephens 1 (5)  |
| 1962                                                         | Charlie Waugh (3)      | Pat McGlenaughan    |
| 1963                                                         | Charlie Waugh (4)      | Ann Stephens (6)    |
| 1964                                                         | Charlie Waugh (5)      | Dot Deacon          |
| 1965                                                         | Dick Carter            | Heather Blundell    |
| 1966                                                         | Trevor Johnston        | Pat Mills           |
| 1967                                                         | Don Burmeister         | Megan Waugh         |
| 1968                                                         | Trevor Johnston (2)    | Val Biss            |
| 1969                                                         | Don Burmeister (2)     | Pam Buckingham      |
| 1970                                                         | Don Burmeister (3)     | Teresa Lawes        |
| 1971                                                         | Mo Asran               | Pam Buckingham (2)  |
| 1972                                                         | Laurie Greene          | Jenny Webster       |
| 1973                                                         | Neven Barbour          | Pam Buckingham (3)  |
| 1974                                                         | Neven Barbour (2)      | Jenny Webster (2)   |
| 1975                                                         | Trevor Johnston (3)    | Pam Buckingham (4)  |
| 1976                                                         | Howard Broun           | Jenny Webster (3)   |
| 1977                                                         | Bruce Brownlee         | Jenny Webster (4)   |
| 1978                                                         | Phil Kenyon            | Pam Buckingham (5)  |
| 1979                                                         | Frank Donnelly         | Jayne Ashton        |
| 1980                                                         | Frank Donnelly (2)     | Annette Owen        |
| 1981                                                         | Bruce Brownlee (2)     | Annette Owen (2)    |
| 1982                                                         | Ross Norman            | Robyn Blackwood     |
| 1983                                                         | Stuart Davenport       | Susan Devoy         |
| 1984                                                         | Ross Norman (2)        | Susan Devoy (2)     |
| 1985                                                         | Ross Norman (3)        | Susan Devoy (3)     |
| 1986                                                         | Stephen Cunningham     | Susan Devoy (4)     |
| 1987                                                         | Stephen Cunningham (2) | Susan Devoy (5)     |
| 1988                                                         | Stephen Cunningham (3) | Susan Devoy (6)     |
| 1989                                                         | Stephen Cunningham (4) | Susan Devoy (7)     |
| 1990                                                         | Glen Wilson            | Susan Devoy (8)     |
| 1991                                                         | Glen Wilson (2)        | Susan Devoy (9)     |
| 1992                                                         | Paul Steel             | Susan Devoy (10)    |
| 1993                                                         | Paul Steel (2)         | Philippa Beams      |
| 1994                                                         | Paul Steel (3)         | Philippa Beams (2)  |
| 1995                                                         | Paul Steel (4)         | Leilani Joyce       |
| 1996                                                         | Paul Steel (5)         | Sarah Cook          |
| 1997                                                         | Paul Steel (6)         | Leilani Joyce (2)   |
| 1998                                                         | Paul Steel (7)         | Leilani Joyce (3)   |
| 1999                                                         | Paul Steel (8)         | Sarah Cook (2)      |
| 2000                                                         | Paul Steel (9)         | Sarah Cook (3)      |
| 2001                                                         | Paul Steel (10)        | Leilani Joyce (4)   |
| 2002                                                         | Daniel Sharplin        | Carol Owens         |
| 2003                                                         | Glen Wilson (3)        | Carol Owens (2)     |
| 2004                                                         | Kashif Shuja           | Tamsyn Leevey       |
| 2005                                                         | Kashif Shuja (2)       | Shelley Kitchen     |
| 2006                                                         | Callum O’Brien         | Shelley Kitchen (2) |
| 2007                                                         | Kashif Shuja (3)       | Shelley Kitchen (3) |
| 2008                                                         | Kashif Shuja (4)       | Shelley Kitchen (4) |
| 2009                                                         | Kashif Shuja (5)       | Jaclyn Hawkes       |
| 2010                                                         | Campbell Grayson       | Joelle King         |
| 2011                                                         | Martin Knight          | Joelle King (2)     |
| 2012                                                         | Campbell Grayson (2)   | Joelle King (3)     |
| 2013                                                         | Martin Knight (2)      | Joelle King (4)     |
| 2014                                                         | Martin Knight (3)      | Megan Craig         |
| 2015                                                         | Paul Coll              | Joelle King (5)     |
| 2016                                                         | Paul Coll (2)          | Megan Craig (2)     |
| 2017                                                         | Paul Coll (3)          | Joelle King (6)     |
| 2018                                                         | Paul Coll (4)          | Joelle King (7)     |
| 2019                                                         | Paul Coll (5)          | Joelle King (8)     |
| 2020                                                         | Evan Williams          | Emma Millar         |
| 2022                                                         | Paul Coll (6)          | Joelle King (9)     |
| 2023                                                         | Paul Coll (7)          | Joelle King (10)    |
| 2024                                                         | Lwamba Chileshe        | Joelle King (11)    |

 1 Ann Mackenzie trat nach ihrer Heirat unter ihrem neuen Namen Ann Stephens an.